# MC Solaar
Клод М’Барали (фр. Claude M'Barali; 5 марта 1969, Дакар), более известный как MC Solaar — франкоязычный хип-хоп- и рэп-исполнитель. MC Solaar — один из наиболее популярных и авторитетных французских рэперов за пределами Франции.
Будущая солистка группы French Affair Barbara Alcindor до работы в своей группе работала бэк-вокалисткой с Mc Solaar.

## Дискография

### Альбомы
- Qui Sème le Vent Récolte le Tempo (1991)
- Prose Combat (1994)
- Paradisiaque (1997)
- MC Solaar (1998)
- Le Tour de la Question (1998)
- Cinquième As (2001)
- Mach 6 (2003)
- Chapitre 7 (2007)
- Magnum 567 (2011)

## Фильмография
- 1991 : Для Ким Сонмана
- 2005 : Смерть на экране
- 2011 : Незаконная любовь